# Ute Mückel
Ute Mückel (Guben, RDA, 28 de julio de 1967) es una deportista alemana que compitió en triatlón. Ganó una medalla de plata en el Campeonato Europeo de Triatlón de Larga Distancia de 1995.

## Palmarés internacional
| Campeonato Europeo | Campeonato Europeo | Campeonato Europeo | Campeonato Europeo |
| Año                | Lugar              | Medalla            | Prueba             |
| ------------------ | ------------------ | ------------------ | ------------------ |
| 1995               | Jümme (Alemania)   | Medalla de plata   | Individual         |